# Pfarrkirche Neupölla

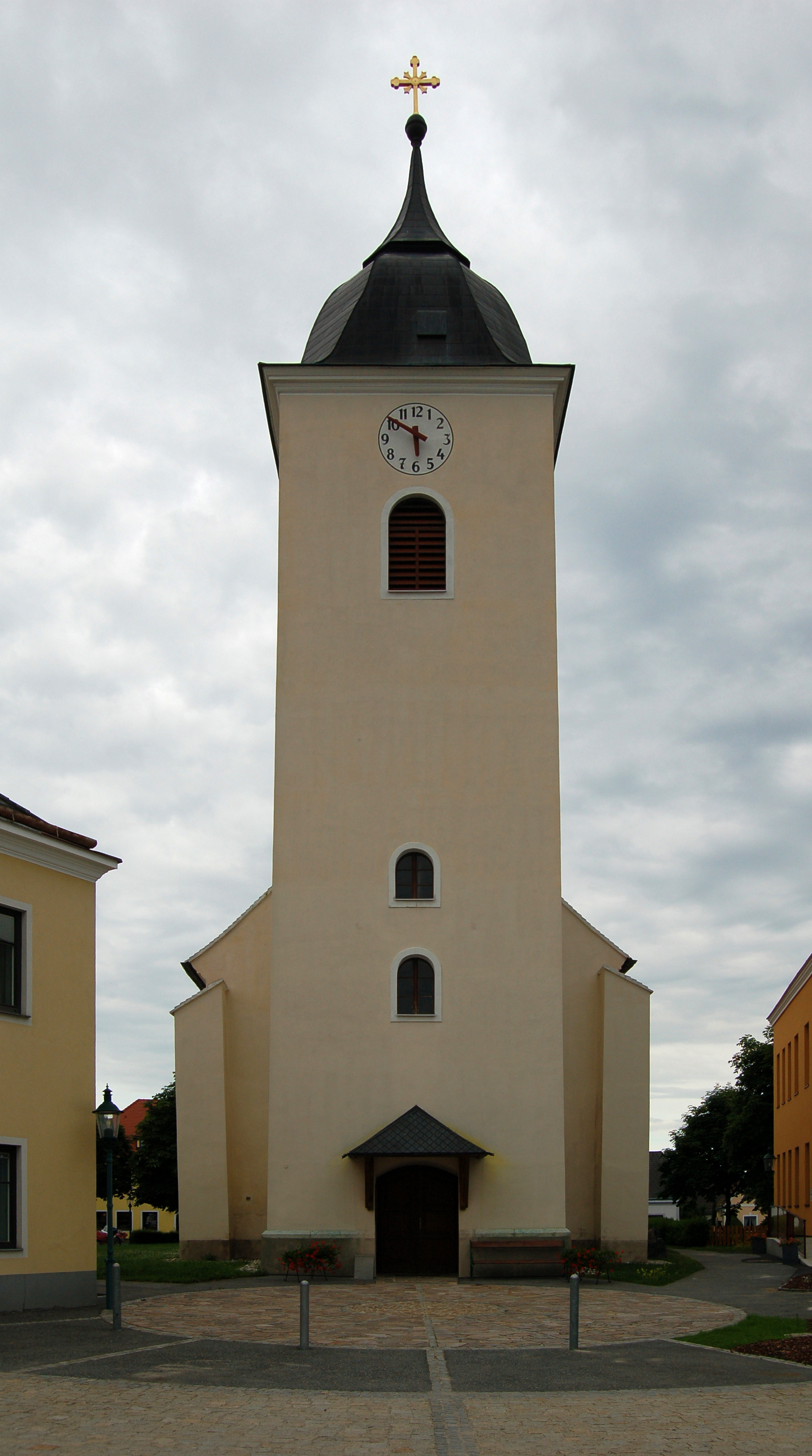
Blick auf den vorgelagerten Westturm der Pfarrkirche Neupölla

Die römisch-katholische Pfarrkirche Neupölla (Patrozinium: hl. Jakobus der Ältere), ein spätgotischer Bau im niederösterreichischen Ort Neupölla, wurde 1451 an eine romanische Kapelle mit Rundapsis aus der Zeit um 1290 angebaut. Die erste urkundliche Erwähnung kommt aus dem Jahr 1296. Im Jahr 1332 war Neupölla eine Filiale von Altpölla. Seit 1578 ist Neupölla – mit Ausnahme einer Unterbrechung von bis 1619 bis 1787 – eine selbständige Pfarre.

## Außenbau
Der massive, im Westen vorgelagerte Turm mit Rundbogenfenstern von 1842 ist im Kern gotisch. Das gotische Langhaus mit 1952 verstärkten Strebepfeilern und doppelten Wasserschlägen ist ebenfalls von Rundbogenfenstern durchbrochen. Der romanische Chor – eine ehemalige Kapelle, an der die Kirche angebaut wurde – hat Rundbogenfenster und eine eingezogene Rundapsis. Der quadratische Sakristeianbau im Süden geht auf das 18. Jahrhundert zurück.

## Inneres
Die quadratische Turmhalle ist von einem Kreuzgratgewölbe gedeckt. Das einschiffige, vierjochige Langhaus hat Sternrippengewölbe auf Runddiensten über gedrehten Sockeln aus dem ersten Viertel des 16. Jahrhunderts, mit 1451 (?), 1521 und 1523 bezeichnete Wappenschildchen sowie eine eingezogene barocke Orgelempore. Der leicht erhöhte, eingezogene Chor verfügt über eine Rundapsis und ein kuppeliges Kreuzgratgewölbe.

## Einrichtung
Der nachbarocke Hochaltar wurde 1843 von Franz Mayerhofer angefertigt. Am Altarblatt ist die himmlische Krönung der Heiligen Jakobus d.Ä., Florian und Donatus dargestellt. Das Oberbild zeigt Gott den Vater in Strahlengloriole. Am Altarblatt des nachbarocken Seitenaltars ist die Heilige Katharina zu sehen. Zur weiteren Einrichtung zählen: eine neuromanische Kanzel, eine Orgel von Franz Capek aus dem Jahr 1913, barocke Figuren der Heiligen Katharina und Barbara aus der Mitte des 18. Jahrhunderts (?), ein spätbarockes Kruzifix aus der zweiten Hälfte des 18. Jahrhunderts sowie ein mit Schlagenhaufer bezeichneter Taufstein aus der Zeit um 1560 mit nachbarockem Deckel. Die übrige Ausstattung wurde Ende des 19. Jahrhunderts angefertigt.
Außen an der Kirche befinden sich zwei barocke Grabplatten des Lebzelters Greimbel und seiner Frau, bezeichnet mit 1736 und 1738.